# Altenburg (Austria)
Altenburg es un municipio situado en el distrito de Horn, en el estado de Baja Austria, Austria. Tiene una población estimada, a inicios de 2024, de 826 habitantes.